# کان اکسپو
نمایشگاه صنعت ماشین آلات ساختمانی و معدنی (کان‌اِکسپو)، بزرگترین نمایشگاه و محل تجارت این صنعت در آمریکای شمالی و به عبارت دیگر تمام زمین است. این رویداد در زمینه‌ی ماشین‌های مربوط به آسفالت، بتن و افزودنی‌ها، خاکبرداری، جرثقیل، معدنکاری و ماشین‌های دیگر، برگزار می‌گردد. این رویداد از ادغام دو نمایشگاه این صنعت در سال ۱۹۹۶ پدید آمد. نمایشگاه کان‌اکسپو در لاس‌وگاس آمریکا در وسعت ۲.۷ میلیون فوت مربع و با حضور اکثر سازندگان و شرکت‌های مشاور، پیمانکاری و حتی دولتی مطرح جهان برگزار می‌گردد.
این رویداد هر سه سال انجام می‌شود که آخرین بار در اسفند سال ۱۳۹۸ (۲۰۲۰) برگزار گردید و نوبت بعدی آن در مارچ سال ۲۰۲۳ برگزار می‌گردد.
در این نمایشگاه جدیدترین تکنولوژی‌ها در جنبه‌های مختلف رونمایی می‌گردد. همچنین این رویداد دربردارنده سمینارهای متعدد در کنار خود برای آموزش و معرفی ایده‌های نوین است. در کان اکسپو سال ۲۰۲۰ بیش از ۱۵۰ جلسه‌ی آموزشی برگزار شده است.
اولین رویداد کان‌اکسپو در سال ۱۹۰۸ در اوهایو آمریکا و اولین نمایشگاه کان-اگ در سال ۱۹۲۸ در میشیگان برگزار شد. این دو رویداد پس از ادغام با یکدیگر به طور منظم هر سه ساله برگزار می‌شود و صدها هزار بازدید کننده خود را به این گردهمایی جهانی حضور می‌یابند.